# Лазар Хиландарац
Лазар Хиландарац познат и као Лазар Србин и Лазар Црноризац је српски средњовековни монах познат по томе што је 1404. године осмислио, израдио и поставио први јавни часовник у Русији.
Часовник је по сачуваним документима био постављен на прочељу ступа двора Великог кнеза у Московском Кремљу, у близини цркве Светих Благовести и радио без прекида пуних 217 година, када је замењен новим. По потреби свога времена имао само једну непокретну сказаљку док су се дискови бројчаника са ћирилским бројевима окретали. Први диск показивао је земаљске часове док су остали показивали положаје планета. Био је погоњен механички, помоћу опруга и тегова, а ударцима чекића означавао је пуне сате и њихове четвртине, док су се на бројчанику, уместо бројева, налазила слова црквено-словенске азбуке.
Никоновски летопис и други кратки записи сведоче пак да је Лазарев бројчаник, у исто време био и модел хелиоцентричног система.
Лазар је родом био из Призрена и његова година рођења није позната. Највероватније је после Косовског боја избегао у Русију, у Москву, на двор Василија I, великог кнеза Москве. Сачувана је минијатура из 16. века на којој је Лазар приказан како стоји поред свог дела.